# Protohermes decolor
Protohermes decolor is een insect uit de familie Corydalidae, die tot de orde grootvleugeligen (Megaloptera) behoort.